# Oracle de l'agneau
L'Oracle de l'agneau est un ancien texte prophétique en égyptien écrit sur un papyrus en égyptien démotique et daté de la trente-troisième année du règne de l'empereur romain Auguste. Dans ce texte, un agneau parle et fournit des prophéties à un homme nommé Pasenhor. L'agneau décrit un monde bouleversé et réduit au chaos : les temples sont en désordre, le dirigeant est devenu le dirigé, et les Mèdes (en référence à la domination perse de l'Égypte) sont venus détruire l'Égypte. Le style, le ton et le sujet du récit sont comparables à ceux des textes prophétiques du Moyen Empire, tels que la Prophétie de Néferti.